# リー・ダニエルズ
リー・ルイス・ダニエルズ（Lee Louis Daniels, 1959年12月24日 - ）は、アメリカ合衆国の俳優、映画監督、映画プロデューサーである。『プレシャス』はアカデミー賞で作品賞、監督賞を含む6部門にノミネートされた。

## 生い立ち
1959年のクリスマスイブにフィラデルフィアで生まれる。ラドナー高等学校を卒業した後はリンデンウッド大学に通った。
映画学校に通う経済的余裕がなかったため、ミズーリ州のリベラルアーツカレッジに進学。カリフォルニア州で看護施設の受付として働き始めるも、自ら経営したほうが向いていると気付き、21歳のときには5,000人を超す看護師を抱えていた。彼は事業を売却し、80年代から映画マネージング会社を興し、キャスティングディレクターやマネージャーとして活動する。

## キャリア
2001年、自身が興した製作会社である「リー・ダニエルズ・エンターテインメント」の第1作『チョコレート』が公開され、主演のハル・ベリーが非白人として初めてアカデミー主演女優賞を獲得した。
2004年、ダニエルズ製作、ケヴィン・ベーコン、キーラ・セジウィック、モス・デフ出演の『The Woodsman』がサンダンス映画祭でプレミア上映された。同作によりダニエルズはインディペンデント・スピリット賞にノミネートされた。

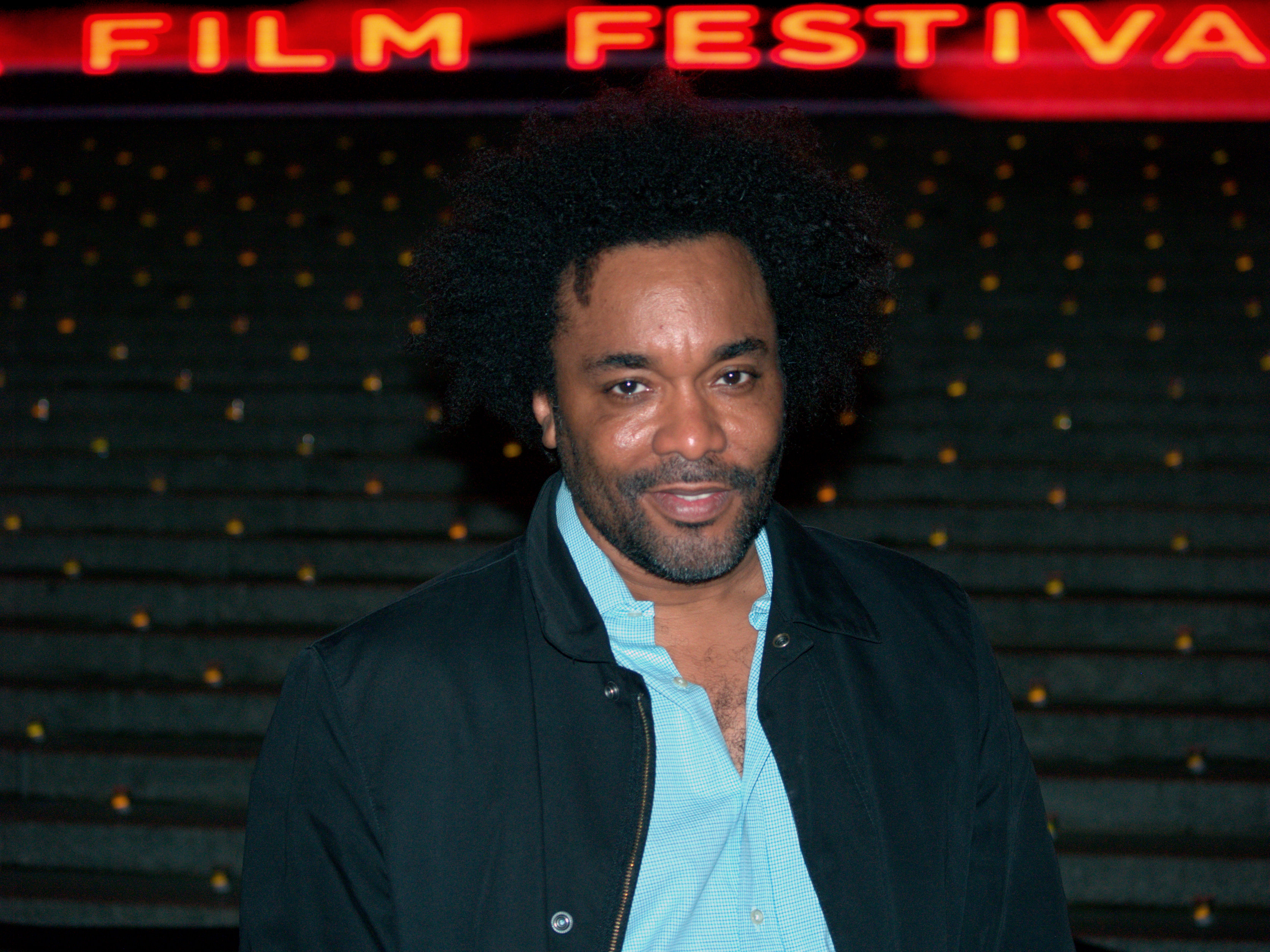
2009年のトライベッカ映画祭にて。

2004年、ビル・クリントン大統領から非白人の投票率を上げるキャンペーンの公共広告制作を依頼され、LL・クール・Jとアリシア・キーズを起用した。
2005年、ヘレン・ミレン出演の『サイレンサー』でダニエルズは監督デビューし、同作は2006年のトロント国際映画祭で上映された。またサン・セバスティアン国際映画祭では新人監督賞にノミネートされた。 
2008年、ダニエルズは友人のマライア・キャリー出演の『Tennessee』を製作した。
次にダニエルズは映画『プレシャス』を監督・製作した。この映画はニューヨーク市ハーレムに住む16歳の非識字者、肥満体の少女プレシャスが父親と母親から性的・精神的虐待を受けるという物語である。同作は2009年のサンダンス映画祭で上映され、賞賛を浴びた。さらに同作によりダニエルズは第82回アカデミー賞で作品賞、監督賞にノミネートされた。
2012年にはピート・デクスターの小説を原作とした監督第3作『ペーパーボーイ 真夏の引力』が公開された。同作にはマシュー・マコノヒー、ザック・エフロン、ジョン・キューザック、ニコール・キッドマンが出演した。第65回カンヌ国際映画祭でプレミア上映された。作品自体の評価は伸びなかったものの、ニコール・キッドマンの演技は高く評価された。
2013年には8人のアメリカ合衆国大統領に仕えたユージーン・アレンの生涯を題材とした『大統領の執事の涙』が公開された。批評家と観客の双方から高評価を得て、2週連続で、北米興行収入ランキングのトップとなり、制作費3000万ドルに対して興行収入は1億ドルを超えた。本作の演出によって、彼はハリウッド映画祭監督賞を受賞した。

## 私生活

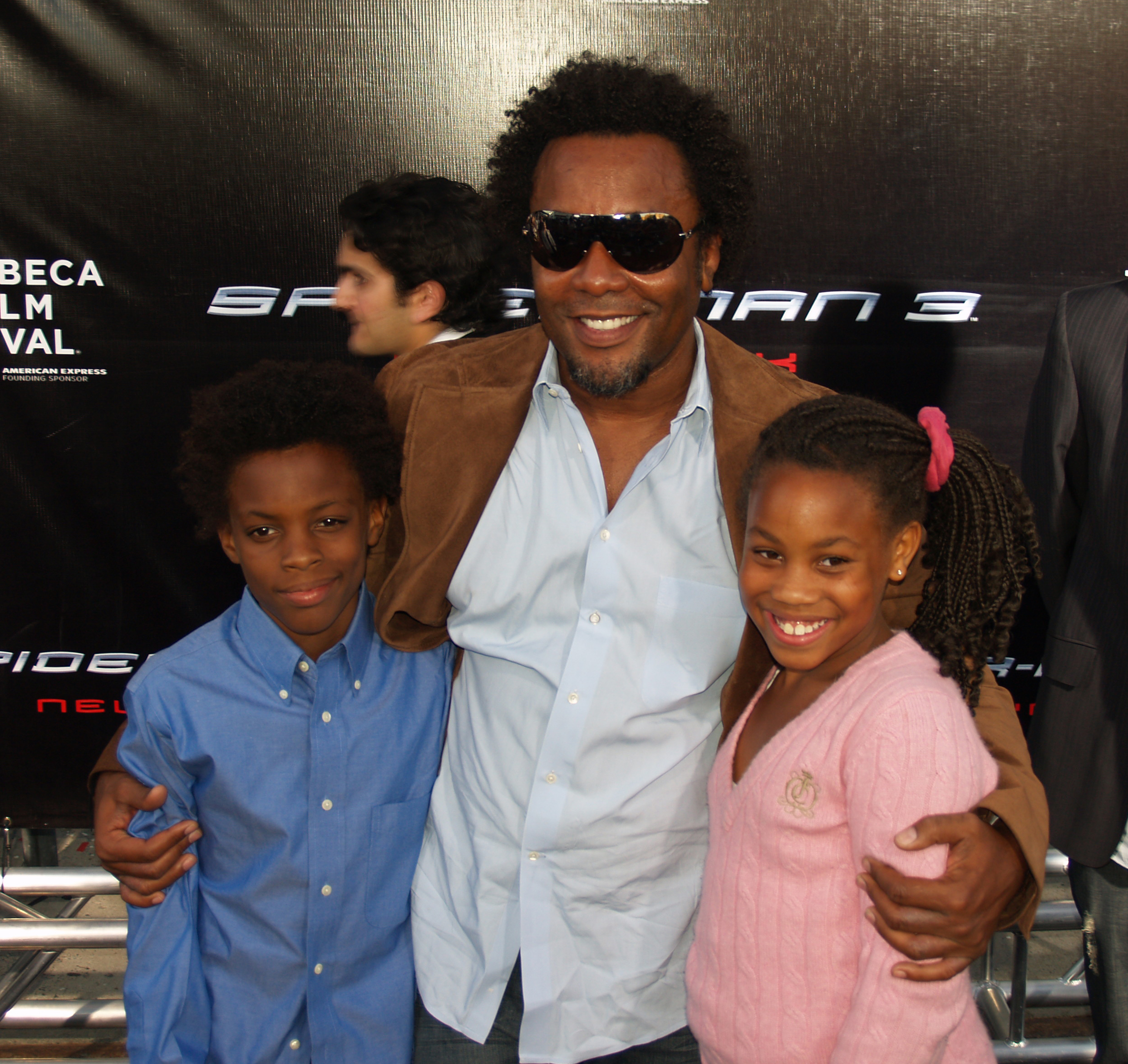
『スパイダーマン3』のワールド・プレミアでのダニエルズと息子と娘（2007年）。

ニューヨーク市在住のアフリカ系アメリカ人。同性愛者。彼と彼の元パートナーのキャスティング・ディレクターのビリー・ホピキンスは、ダニエルズの実の甥リアムと姪クレアを養子としている。ダニエルズはホプキンスと2009年に別れ、Andy Sforziniと付き合っている。

## フィルモグラフィ
- A Little Off Mark (1986) 出演
- チョコレート Monster's Ball (2001) 製作
- The Woodsman (2004) 製作
- アグネスと彼の兄弟 Agnes und seine Brüder (2004) 出演
- サイレンサー Shadowboxer (2005) 製作・監督・出演
- Tennessee (2008) 製作
- プレシャス Precious: Based on the Novel "Push" by Sapphire (2009) 製作・監督
- ペーパーボーイ 真夏の引力 The Paperboy (2012) 製作・監督
- 大統領の執事の涙 Lee Daniels' The Butler (2013) 製作・監督
- コンクリート・カウボーイ: 本当の僕は Concrete Cowboy (2020) 製作
- ザ・ユナイテッド・ステイツ vs. ビリー・ホリデイ The United States vs. Billie Holiday (2021) 製作・監督